# Trichogramma voegelei
Trichogramma voegelei är en stekelart som beskrevs av Pintureau 1990. Trichogramma voegelei ingår i släktet Trichogramma och familjen hårstrimsteklar.
Artens utbredningsområde är:
- Frankrike.
- Marocko.

Inga underarter finns listade i Catalogue of Life.